# رشيد الدين خان الدهلوي
رشيد الدين خان الدهلوي (ت. 1243 هـ). عالم وفقيه سنّي هندي.
ذكره صدّيق حسن خان القنوجي في كتابه أبجد العلوم مثنياً عليه بقوله: «الشيخ رشيد الدين خان الدهلوي، كان فاضلاً جامعاً بين كثير من العلوم الدرسيّة، وكان حسن العبارة دأبه الذبُّ عن حمى أهل السنة والجماعة والنكاية في الرافضة المشائيم. صنّف في الردّ عليهم كتابه الشوكة العمريّة، وغيرها ممّا يعظم موقعه عند الجدليّين من أهل النظر».

## مؤلفاته
- الصولة الغضنفرية والشوكة العمرية. في الرد على كتاب البارقة الضيغمية للشيعي محمد بن دلدار الملقّب بسلطان العلماء، ثمّ ردّ سلطان العلماء نفسه بكتاب سمّاه الضربة الحيدرية لكسر الشوكة العمرية، وردّ عليه من الشيعة كذلك محمد قلي الكنتوري بكتاب سمّاه الشعلة الظفرية لإحراق الشوكة العمرية.[1]
- إيضاح لطافة المقال. في الرد على كتاب كتبه الشيعي سبحان علي خان اللكهنوي، ثمّ إنّ اللكهنوي نفسه ردّ على الدهلوي برسالة سمّاها فذلكة الكلام، كما ردّ عليه - أي على الدهلوي - حسين علي خان الشيعي بكتاب سمّاه معتمد الكلام.
- إعانة الموحدين وإهانة الملحدين. قال عبد الحي اللكنوي فيه: «في الرد على رسالة رام موهن رائي الكلكتوي الذي رفض دين الهنادك فأسّس ديناً جديداً وسمّاه برهمو سماج».